# Dinglicher Zins
Dingliche Zinsen sind Bestandteil des Eintrags einer Grundschuld, in Abteilung III des Grundbuches neben dem Grundschuldbetrag.
Die Zinsen und der Grundschuldbetrag stellen den maximalen Sicherungsrahmen dar, den die Bank im Falle einer Zwangsversteigerung geltend machen kann.
Aus Sicherheitsgründen (zum Beispiel durch Zinsschwankungen, anfallende Kosten im Insolvenzfall) werden von den Darlehensgebern bis zu 20 % dingliche Zinsen eingetragen.
Basis des Zahlungsanspruchs ist jedoch der im Kreditvertrag vereinbarte Zinssatz. Der dingliche Zins stellt die maximale Forderung des Grundschuldgläubigers (Darlehensgebers) aus dem Grundstück im Falle der Verwertung (Zwangsversteigerung) dar.